# مسخ

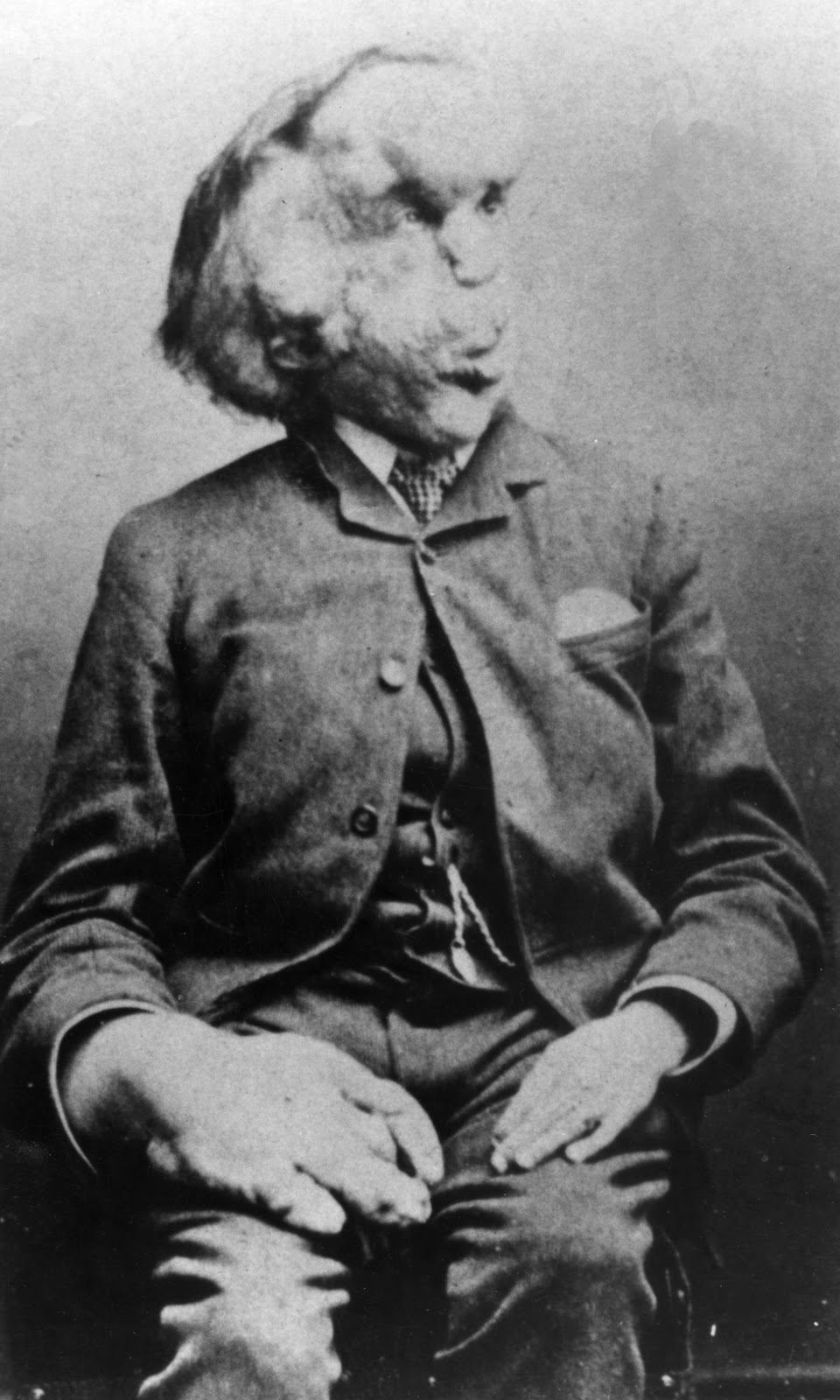
جوزيف ميريك، حوالي عام 1889

المسخ (بالإنجليزية: Freak)‏هو مصطلح يشير لشخص يعاني من تشوه جسدي أو تغييرات ناتجة عن حالة طبية غير عادية أو تعديل جسدي. استُخدم هذا التعريف لأول مرة بهذا المعنى في ثمانينيات القرن التاسع عشر كاختصار لعبارة غريب الخلقة، وهو مصطلح أوسع يعني غرابة أو تقلُّب الطبيعة، والذي يعود تاريخه إلى عام 1847 على الأقل  خلال القرن العشرين، تحولت الدلالة المحايدة الأصلية للمصطلح إلى دلالة سلبية بالكامل؛ لذا يُعتبر مصطلح مسخ بمعناه الحرفي "الفرد المتطور بشكل غير طبيعي" مصطلحًا مذمومًا اليوم.   ومع ذلك، يُستخدم المصطلح مؤخرًا بشكل غير رسمي للإشارة إلى شخص متحمس أو مهووس.

## الاستخدام
كان يُنظر إلى كلمة مسخ باعتبارها مصطلحًا عاميًا من قبل المنظمين والمؤدين لعروض المسوخ، على الرغم أن استخدامه بهذا المعنى قد انخفض مع تراجع شعبية هذه العروض.  من الأمثلة المعروفة التي كان يطلق عليها هذا المصطلح جوزيف ميريك، الذي يُعرف بلقب رجل الفيل، حيث كان يُعتبر نموذجًا لشخص يُعاني من حالة جسدية غير عادية. وكمصطلح عامي، كان يُصنف المسوخ في عروض الحانبية إلى مجموعتين: مسوخ خلقية ومسوخ التي صنعها الإنسان بنفسه.  عادةً ما يولد الشخص غريب الخلقة مع خلل جيني، بينما المسخ الذي صنع نفسه هو الشخص الذي تعرض لتغييرات اصطناعية (بأساليب مثل الزرع الجراحية).
للمصطلح معاني متنوعة أكثر حداثة. ومن ضمن هذه المعاني وجود شيء غير عادي بشكل لافت في مظهر شخص ما أو سلوكه. والذي روج له بشكل كبير من خلال ألبوم بعنوان فريك أوت! الذي أصدرته فرقة الروك ذي ماذرز أوف إنفينشن.
ومن الاستخدامات الحديثة لكلمة freak تستخدم كمرادف لكلمة متحمس، مثل مهووس بالصحة  ؛ أو للإشارة إلى السلوك الوسواسي، مثل مهووس بالسيطرة. 

## في العلوم
يُستخدم المصطلح في المجال العلمي للإشارة إلى النباتات والحيوانات التي تحمل تغييرات جينية غير طبيعية.  